# Dekanat Tarnoszyn
Dekanat Tarnoszyn – jeden z 19 dekanatów w rzymskokatolickiej diecezji zamojsko-lubaczowskiej.

## Parafie
W skład dekanatu wchodzi 10 parafii:
- parafia Narodzenia NMP – Chodywańce
- parafia św. Antoniego – Dyniska
- parafia Najświętszego Serca Pana Jezusa – Hulcze
- parafia NMP Królowej Polski – Machnówek
- parafia św. Brata Alberta – Przewodów
- parafia św. Jana Chrzciciela – Rzeplin
- parafia św. Stanisława – Tarnoszyn
- parafia św. Maksymiliana Kolbego – Ulhówek
- parafia św. Anny – Wasylów Wielki
- parafia św. Michała Archanioła – Żniatyn

## Sąsiednie dekanaty
Łaszczów, Tomaszów – Południe, Tomaszów – Północ